# Lava-Dome Mendig
Der Lava-Dome – Deutsches Vulkanmuseum Mendig wurde am 30. Juli 2005 eröffnet und stellt den Vulkanismus in der Region um den Laacher See-Vulkan dar. Das Museum ist eine der zentralen Einrichtungen des Vulkanparks, der sich über die gesamte östliche Vulkaneifel und den linksrheinischen Teil des Mittelrheinischen Beckens erstreckt. Neben Informationen zur Geschichte des Vulkanismus und zur geologischen Entstehungsgeschichte der Region bietet der Lava-Dome auch ein Wissenschaftszentrum. Dort können Besucher selbst geologische und vulkanologische Phänomene erforschen. Das Museum befindet sich im Ortsteil Niedermendig.

## Ausstellungsbereiche
Die Ausstellungsfläche beträgt insgesamt 700 Quadratmeter und umfasst drei Ausstellungsbereiche: das Land der Vulkane, die Vulkanwerkstatt und die Zeit der Vulkane. Die Ausstellung des Lava-Domes wurde von den Szenografen Milla & Partner aus Stuttgart gestaltet, unter Beratung der Deutschen Vulkanologischen Gesellschaft und der Forschungsstelle Mayen des Römisch-Germanischen Zentralmuseums in Mainz.

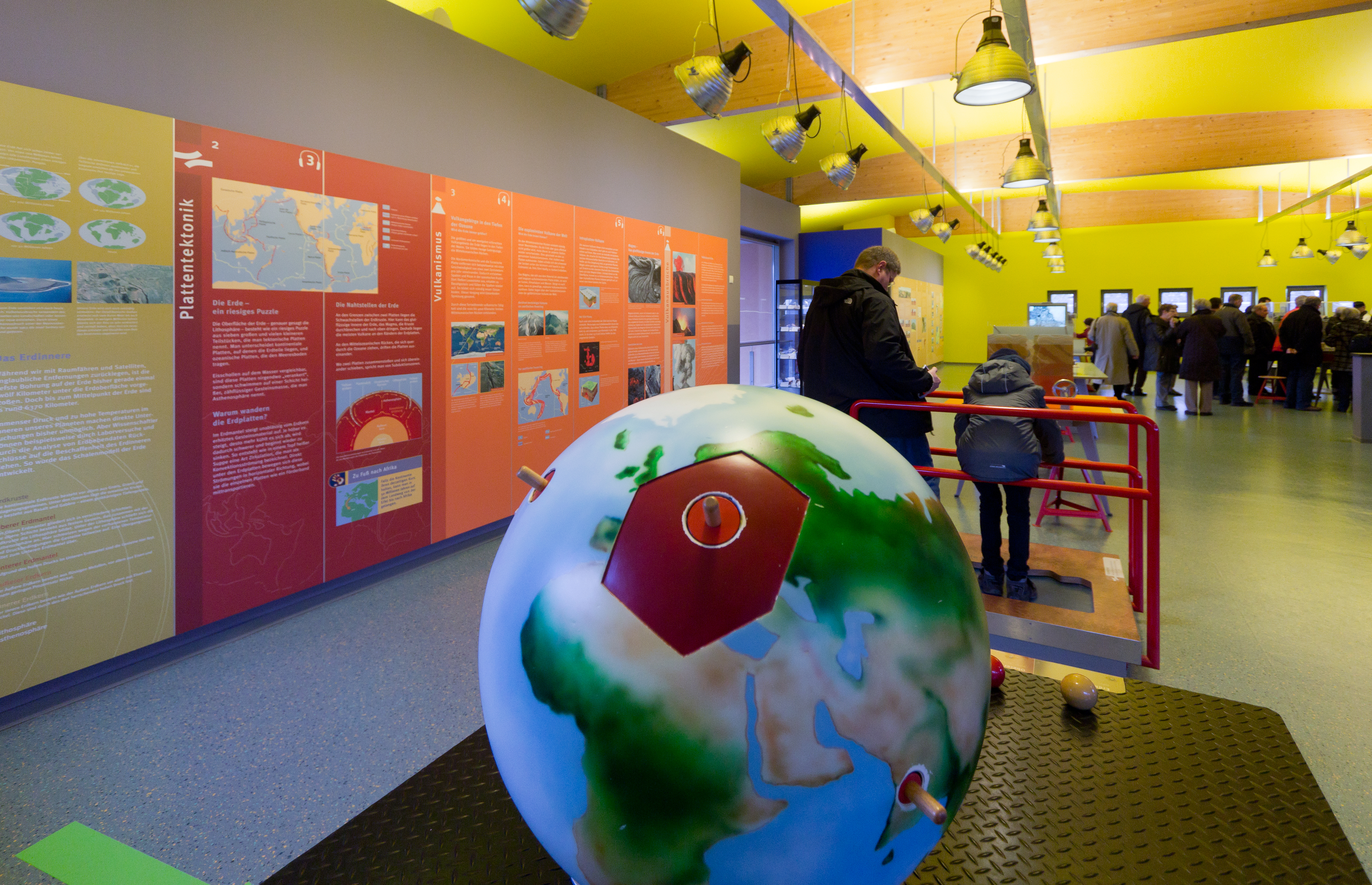
Ausstellungsbereich „Vulkanwerkstatt“

Im Land der Vulkane erzählt eine multimediale Show die Geschichte zweier großer Vulkanausbrüche, die enorme Auswirkungen auf die Landschaft der Vulkaneifel hatten: der Ausbruch des basaltischen (tephritischen) Wingertsbergvulkans, auf dessen Lavastrom die Stadt Mendig mitsamt dem Museum steht, und der des phonolithisch-trachytischen Laacher-See-Vulkans. Ein großes Vulkan-Modell stellt einen Vulkanausbruch nach, der von Bildern, Klängen und Projektionen begleitet wird, um einen intensiven Eindruck eines solchen Ereignisses zu bieten.
Die Vulkanwerkstatt im Obergeschoss des Museums ist ein kleines vulkanologisches Wissenschaftszentrum. An zehn interaktiven Versuchs- und Experimentalstationen kann jeder Besucher nachvollziehen, wie Vulkanausbrüche entstehen, und einen Eindruck von den Abläufen im Innern der Erde gewinnen.
Im Bereich Zeit der Vulkane sind „sprechende Steine“ installiert, die bei Berührung vier große Vulkanausbrüche vergangener Tage schildern. Aktuelle seismologische Daten zu Vulkanausbrüchen und Erdbeben sowie aktuelle Bilder von Webcams in aller Welt können über Internetzugänge abgerufen werden. Ein stilisiertes Forscherkamp soll einen Eindruck davon vermitteln, mit welchen Methoden Wissenschaftler Vulkane untersuchen. In einem Rundkino läuft eine fiktive Nachrichtensendung zu einem erneuten Ausbruch des Laacher-See-Vulkans.

## Außeneinrichtungen des Museums

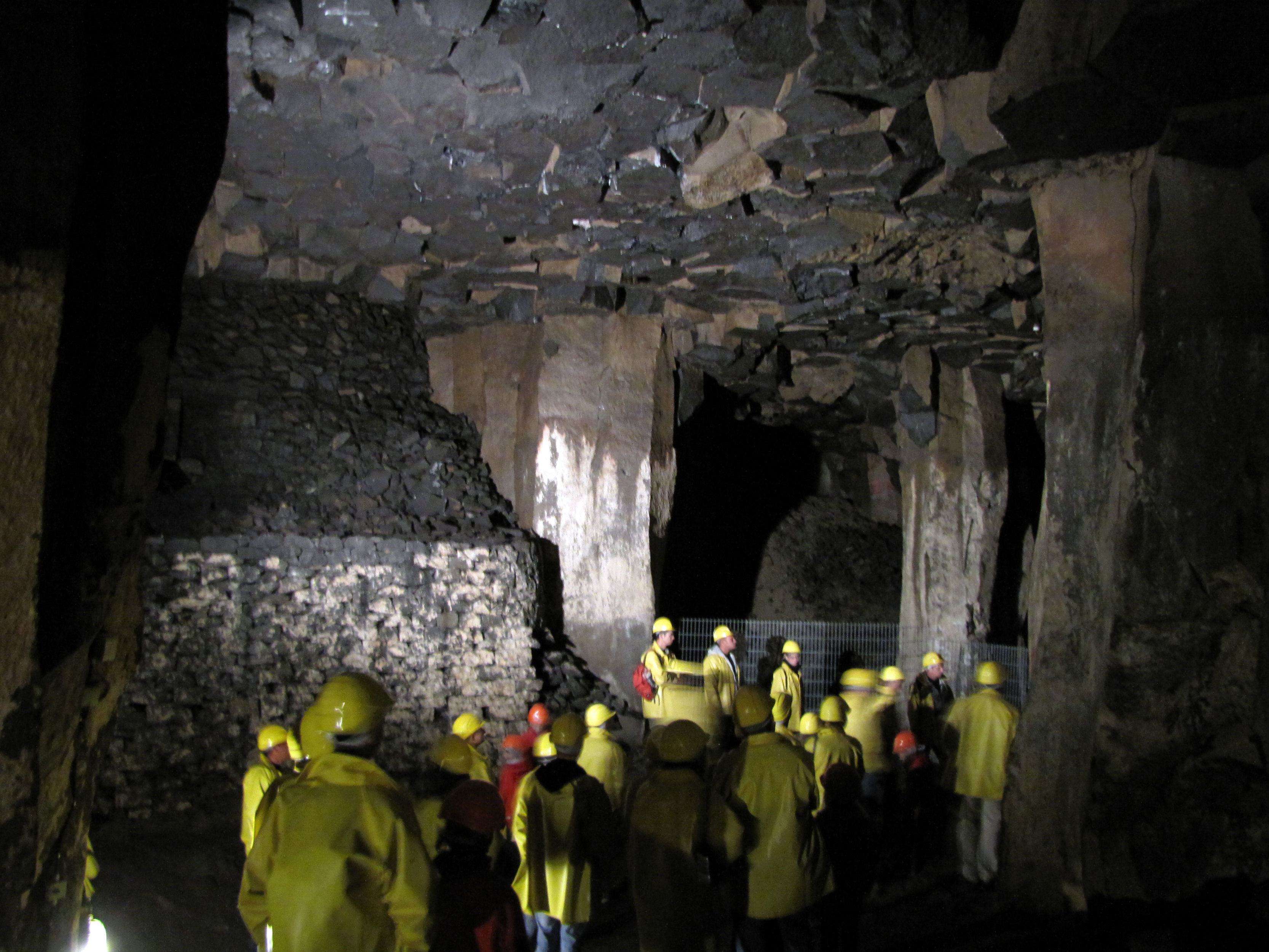
Die Lavakeller 32 m unter Mendig

Im Museums-Foyer informiert ein großes Landschaftsrondell über weitere Sehenswürdigkeiten der Region. Zwei davon sind Außeneinrichtungen des Museums und liegen in unmittelbarer Nähe. Sie sind zu Fuß in wenigen Minuten zu erreichen: 
- Lavakeller mit einer Fläche von drei Quadratkilometern, die aus Sicherheitsgründen nur mit Führung zu besichtigen sind (optional Kombi-Ticket mit Museum).
- Museumslay, eine Freilichtausstellung, in der alte Arbeitsmethoden der Natursteinbearbeitung präsentiert werden.